# Roberto Carcassés
Roberto „Robertico“ Julio Carcassés Colón (* 19. Mai 1972 in Havanna) ist ein kubanischer Jazzpianist und Komponist, u. a. auch für Filme. Der Gründer und Kopf der Band Interactivo gilt als einer der derzeit prominentesten Musiker und Arrangeure Kubas. Im September 2013 erhielt er ein umfassendes Auftrittsverbot in Kuba, das vier Tage später wieder aufgehoben wurde. Aus künstlerischen und politischen Gründen entschied sich Carcassés, Kuba vorerst zu verlassen; seit 2023 lebt und arbeitet er daher in Madrid, wo er u. a. auch die Arbeit von Interactivo fortsetzt.

## Leben und Wirken
Carcassés ist der Sohn des Afrojazz-Pioniers Bobby Carcassés. Er spielte bereits in jungen Jahren Klavier und studierte bis 1991 Perkussion an der Escuela Nacional de Arte, wobei er Klavierunterricht als Basis für das Kompositionsverständnis erhielt. Von 1992 bis 1995 ging er als Pianist mit dem Singer-Songwriter Santiago Feliú (1962–2014) in Lateinamerika und Europa auf Tournee. 1994 trat er das erste Mal auf dem von seinem Vater gegründeten Havanna Jazz Plaza Festival auf. Zwischen 1998 und 1999 tourte er in den USA mit dem afrokubanischen Jazzensemble Columna B, mit dem er das Album Twisted Noon aufnahm. Dann kehrte er nach Kuba zurück, wo er mit „El Indio“ und den Saxophonisten César López und Alfred Thompson von Irakere sein Album Invitation (2000) aufnahm. Im selben Jahr wirkte er als Produzent und Arrangeur auf Alben wie Air of Havana von Selma Reis und Trampas Del Tiempo von Gema Y Pavel.
2001 versammelte Carcassés Talente unterschiedlicher Stilrichtungen wie die Rapperin Telmary Díaz, die Singer-Songwriter Francis del Río, Yusa und William Vivanco und musizierte mit ihnen in der Band Interactivo, von Anfang an ein offenes Musikerkollektiv, mit dem er in Folge auch erfolgreich weltweit tourte. Das erste Album der Band, Goza Pepillo, gewann bei den Cubadisco Awards 2006 die Auszeichnung als bestes Album. Er trat auf internationalen Festivals wie dem Istanbul International Jazz Festival (2003), dem Festival de Jazz de San Sebastián oder Jazz à Vienne auf. Weiterhin arbeitete er mit Musikern wie Chucho Valdés, Changuito, Wynton Marsalis, George Benson oder Gonzalo Rubalcaba. Er ist auf Alben von Yosvany Terry & Columna B sowie Rebeca Vallejo zu hören.
Daneben schrieb Carcassés Filmmusik, etwa für den Spielfilm Violetas (México), aber auch Songs für die Filme Cuarteto de La Habana (Spanien) and New Rose Hotel (USA).
In einem im kubanischen Fernsehen übertragenen Live-Konzert mit seiner Band Interactivo am 12. September 2013, innerhalb einer Großveranstaltung auf der monumentalen „Tribuna Antimperialista José Martí“, änderte er den Text eines Liedes und sang: „Freien Zugang zu Informationen, damit ich mir meine eigene Meinung bilden kann“; ebenso forderte er freie Wahlen, aber auch ein Ende der politischen Blockade Kubas. Am folgenden Tag wurde von den Kulturbehörden ein umfassendes und unbefristetes Auftrittsverbot gegen ihn erlassen. Die regimekritische Havana Times, die von Nicaragua aus agiert, titelte „Kubanischer Bandleader begeht musikalischen Selbstmord“. Nach zahlreichen Protesten auch von tendenziell eher regierungsfreundlichen nationalen und internationalen Künstlern wie dem Liedermacher Silvio Rodríguez oder der puerto-ricanischen Hip-Hop-Band Calle 13 hob die Regierung das Verbot bereits am 17. September 2013 wieder auf.

## Diskographische Hinweise
- Jazz Timbero  (1998, mit seinem Vater Bobby Carcassés u. a. Musikern)
- Invitation  (2000)
- Matizar  (2008)
- Caminos Colores  (2014)
- Que lindo es el amor  (2014)
- Escenas Americanas  (2022)
- Siempre de ida  (2024)

Mit Interactivo:
- Goza pepillo  (2005)
- Cubanos por el mundo  (2010)
- Live Interactivo en el Sauce  (2018)
- Live Interactivo en Fuji Rock  (2019)
- En Fa Sostenido  (2022)